# Giulia Tanno
Giulia Tanno, née le 5 mai 1998 à Lenzerheide, est une skieuse freestyle suisse.

## Coupe du monde
- 12e du classement général en 2020.
- 1 petit globe de cristal :
  - Vainqueur du classement big air en 2020.
  - (Vainqueur du classement big air en 2021 sans petit globe de cristal décerné avec seulement une épreuve.)
- 14 podiums dont 2 victoires.